# The Physiological Society
La Physiological Society, fondata nel 1876, è una società scientifica internazionale per fisiologi, con sedi nel Regno Unito e in Irlanda.

## Storia
La Physiological Society fu fondata nel 1876 come società "per il mutuo beneficio e la protezione" da un gruppo di 19 fisiologi, diretti da John Burdon Sanderson e Michael Foster, dopo l'istituzione della Commissione reale sulla vivisezione del 1875 e l'approvazione della legge contro la crudeltà verso gli animali nel 1876.
Altri membri fondatori furono: William Sharpey, Thomas Huxley, George Henry Lewes, Francis Galton, John Marshall, George Murray Humphry, Frederick William Pavy, Lauder Brunton, David Ferrier, Philip Pye-Smith, Walter H. Gaskell, John Gray McKendrick, Emanuel Edward Klein, Edward Schafer, Francis Darwin, George Romanes e Gerald Yeo.
L'obbiettivo era quello di promuovere il progresso della fisiologia. Charles Darwin e William Sharpey furono eletti come primi due membri onorari della società. La società si riunì per la prima volta a casa di Sanderson a Londra. Il primo regolamento della società offriva l'iscrizione a non più di 40 membri, tutti fisiologi "di professione" e di sesso maschile. Le donne furono ammesse per la prima volta come membri nel 1915 e il centenario di questo evento fu celebrato nel 2015..
Nel 1878 Michael Foster fondò del The Journal of Physiology nel 1878 e fu nominato alla prima cattedra di fisiologia presso l'Università di Cambridge nel 1883.
Gli archivi della società sono conservati presso la Wellcome Library.

## Attualità
La Società è la più antica e la più grande rete di fisiologi in Europa, composta da membri provenienti da oltre 60 Paesi. Tra i membri della società figurano almeno 61 premi Nobel, di cui 55 per la fisiologia o la medicina, 5 per la chimica e 1 per la pace.
La maggior parte dei membri è impegnata nella ricerca, nelle università o nell'industria, nell'insegnamento della fisiologia nelle scuole e nelle università. La società facilita inoltre la comunicazione tra gli scienziati e con altri gruppi interessati.
La Physiological society pubblica le seguenti riviste accademiche: The Journal of Physiology e Experimental Physiology; insieme all'American Physiological Society, pubblica la rivista ad accesso aperto Physiological Reports, disponibile solo online. Per i soci pubblica inoltre la rivista Physiology News.
Nell'agosto 2024 la Società ha annunciato le sue prime nuove riviste interamente di proprietà in oltre 100 anni, con il lancio di The Journal of Precision Medicine: Health and Disease e del The Journal of Nutritional Physiology.
La società ha sede presso la Hodgkin Huxley House a Farringdon, vicino a Londra, plesso che prende il nome da Alan Hodgkin e Andrew Huxley.

## Presidenti
La carica di presidente è stata istituita nel 2001. Si riporta di seguito l'elenco dei presidenti:
- 2001 – 2003: Colin Blakemore;
- 2003 – 2006: Richard A. North;
- 2006 – 2008: Ole Holger Petersen;
- 2008 – 2010: Clive H. Orchard;
- 2010 – 2012: Kenneth M. Spyer;
- 2012 – 2014: Jonathan Ashmore;
- 2014 – 2016: Richard Vaughan-Jones;
- 2016 – 2018: David A. Eisner;
- 2018 – 2020: Bridget Lumb;
- 2020 – 2022: David Paterson[8];
- 2022 – 2024: David Attwell.

## Premi
La società conferisce diversi premi per l'eccellenza nei risultati della ricerca e dell'attività professionale: 
- Annual Review Prize Lecture: istituito nel 1968, è il premio piàù importante della società;
- International Prize Lecture;
- Bayliss-Starling Prize Lecture: è intitolato in onore di William Bayliss e Ernest Starling. Inizialmente era assegnato ogni tre anni; dal 2015 è assegnato annualmente, alternando fisiologi affermati e giovani all'inizio della carriera;[10]
- Biller Prize Lecture: intitolato in memoria di Kathy Biller, è assegnato a un professionista nel campo della fisiologia renale o epiteliale, di età inferiore ai 35 anni. Al 2025, risulta eliminato;[10]
- G L Brown Prize Lecture: intitolato in onore di George Lindor Brown. Si tratta di un lettorato di livello universitario che è tenuto presso varie istituzioni e mira a stimolare l'interesse per la fisiologia;[10]
- G W Harris Prize Lecture: intitolato in onore del neuroendocrinologo Geoffrey Harris, al 2025 risulta eliminato;[10]
- Hodgkin–Huxley–Katz Prize Lecture: intitolato in onore di Alan Hodgkin, Andrew Huxley e Bernard Katz, è ordinariamente assegnato a un fisiologo che non è nativo dell'Irlanda o del Regno Unito;[10]
- Joan Mott Prize Lecture: intitolato in onore di Joan Mott;[10]
- Michael de Burgh Daly Prize Lecture : intitolato in onore di Michael de Burgh Daly;
- Otto Hutter Teaching Prize: intitolato in onore di Otto Hutter, è assegnato ai professori universitari di fisiologia;[10]
- The President's Lecture: istituita nel 2017, la President's Lecture viene assegnata a discrezione del presidente della società a un destinatario di sua scelta;[11]
- R Jean Banister Prize Lecture: intitolato in onore di R Jean Banister, è assegnato a un fisiologo all'inizio della carriera afferente a varie istituzioni;[10]
- The Paton Lecture: è intitolato in onore di William D.M. Paton;[10]
- Annual Public Lecture: destinato a sensibilizzare e a far comprendere la fisiologia al grande pubblico e nelle scuole;[10]
- Sharpey-Schafer Lecture and Prize: intitolato in onore di Edward Albert Sharpey-Schafer, è assegnato alternativamente a fisiologi affermati e all'inizio della carriera;[10]
- Wellcome Prize Lecture: era assegnato a giovani fisiologi (di età inferiore a 40 anni) all'inizio della loro carriera. Al 2025, risulta eliminato;[10]
- GSK Prize Lecture: assegnato a fisiologi all'inizio della loro carriera. al 2025, risulta eliminato.